# Bruty
Bruty (Hongaars:Bart) is een Slowaakse gemeente in de regio Nitra, en maakt deel uit van het district Nové Zámky.
Bruty telt 681 inwoners.